# Oberstreu

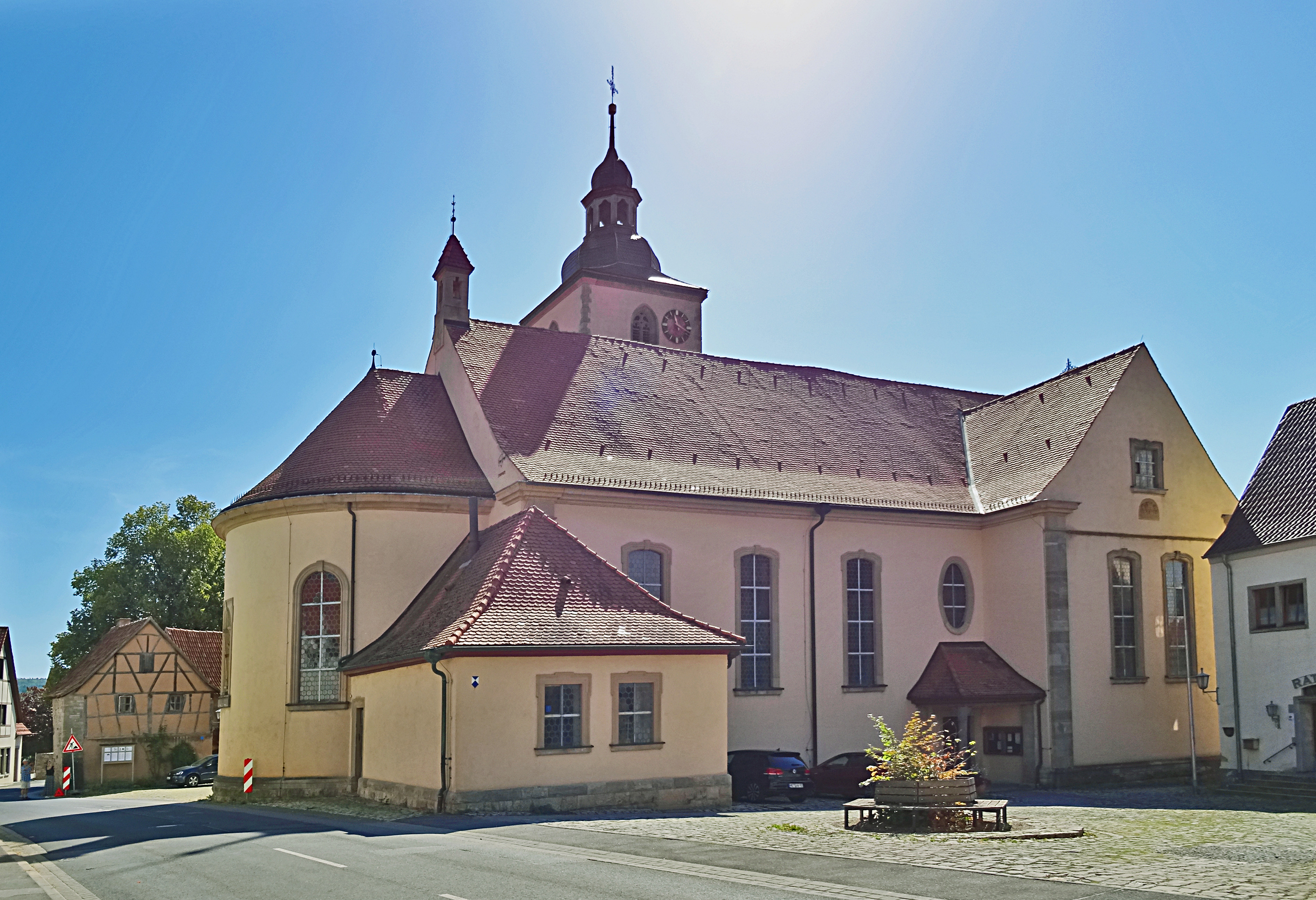
Kirche St. Andreas

Oberstreu ist eine Gemeinde im unterfränkischen Landkreis Rhön-Grabfeld. Sie ist Mitglied der Verwaltungsgemeinschaft Mellrichstadt.

## Geografie
Oberstreu liegt in der Region Main-Rhön. Der in der Rhön entspringende Fluss Streu durchfließt Ober- und Mittelstreu und gibt den Gemeindeteilen ihre Namen. Durch Oberstreu führt der Fränkische Marienweg.

### Gemeindegliederung
Es gibt zwei Gemeindeteile (in Klammern ist der Siedlungstyp angegeben):
- Mittelstreu (Pfarrdorf)
- Oberstreu (Pfarrdorf)

Außerdem gibt es die Einöden Mockenmühle und Mönchshof.
Es gibt die Gemarkungen Mittelstreu und Oberstreu.

## Name

### Etymologie
Der Name Oberstreu leitet sich vom die Gemeinde durchfließenden Fluss Streu ab, welcher der Fränkischen Saale bei Heustreu zufließt. Der Zusatz Ober sollte das Dorf von gleichnamigen, südwestlich liegenden Orten unterscheiden.

### Frühere Schreibweisen
Frühere Schreibweisen des Ortes aus diversen historischen Karten und Urkunden:
- 800 „Streuu“
- 1010 „Strewe“
- 1143 „Strovve“
- 1150 „Strowe“
- 1230 „Stou“
- 1256 „Obernstew“
- 1319 „Obernstrow“
- 1333 „Obernsteuwe“
- 1441 „Oberstreu“
- 1615 „Oberstrey“
- 1801 „Oberstrew“
- 1820 „Oberstreu“

## Geschichte

### Bis zur Gemeindegründung
Die erste urkundliche Erwähnung findet sich im Jahr 762 als „villa strewe“. Das Amt des Hochstiftes Würzburg gehörte ab 1500 zum Fränkischen Reichskreis. Es wurde nach der Säkularisation 1803 zugunsten Bayerns 1805 Erzherzog Ferdinand von Toskana zur Bildung des Großherzogtums Würzburg überlassen und fiel mit diesem 1814 endgültig an Bayern. Im Jahr 1818 entstand die politische Gemeinde.

### Eingemeindungen
Am 1. Mai 1978 wurde die Gemeinde Mittelstreu eingegliedert.

### Einwohnerentwicklung
- 1961: 1615 Einwohner[5]
- 1970: 1632 Einwohner[5]
- 1987: 1481 Einwohner
- 1991: 1553 Einwohner
- 1995: 1577 Einwohner
- 2000: 1643 Einwohner
- 2005: 1689 Einwohner
- 2010: 1607 Einwohner
- 2011: 1554 Einwohner
- 2012: 1561 Einwohner
- 2013: 1533 Einwohner
- 2014: 1533 Einwohner
- 2015: 1529 Einwohner
- 2020: 1486 Einwohner[6]

Im Zeitraum 1988 bis 2018 stieg die Einwohnerzahl von 1468 auf 1497 um 29 Einwohner bzw. um 2 %. 2002 hatte die Gemeinde 1703 Einwohner.

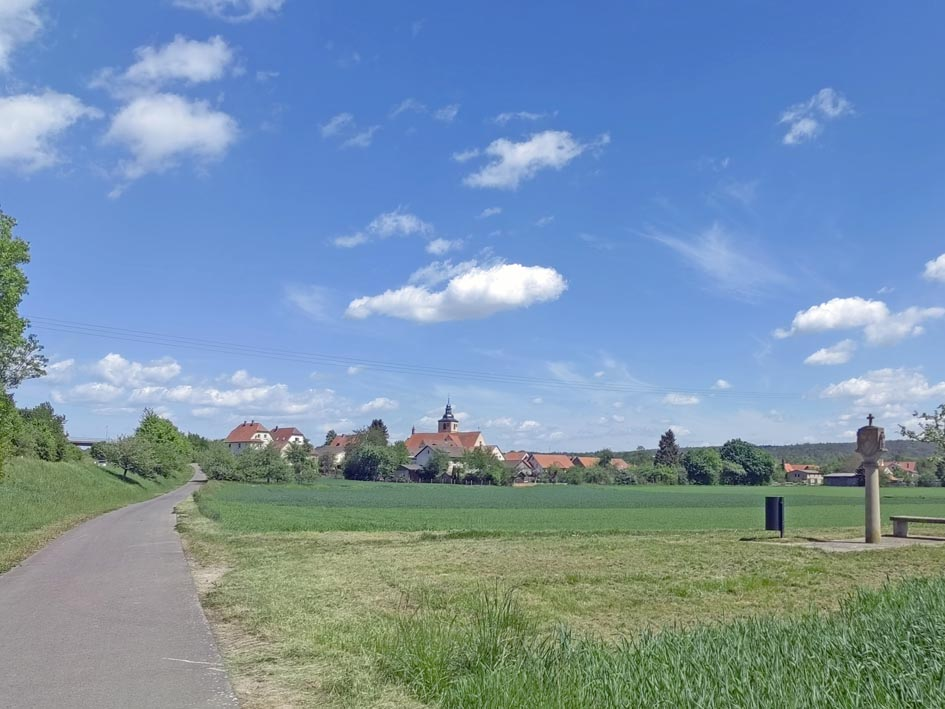
Oberstreu aus südlicher Richtung

Quelle: BayLfStat

## Politik

### Bürgermeister
Bürgermeister ist seit 2020 Stefan Kießner (CSU/Christliche Bürgerschaft). Er wurde 2020 mit 62 Prozent der Stimmen gewählt.

### Gemeinderat
Der Rat der Gemeinde Oberstreu setzt sich aus 12 Mitgliedern zusammen, die sich seit der Kommunalwahl 2020 wie folgt auf die Parteien bzw. Wählergruppen verteilen:
| Partei/Liste                      | Sitze | %    |
| --------------------------------- | ----- | ---- |
| CSU/Christliche Bürgerschaft      | 9     | 77,6 |
| Bürgerliste Oberstreu-Mittelstreu | 3     | 22,4 |

## Wappen

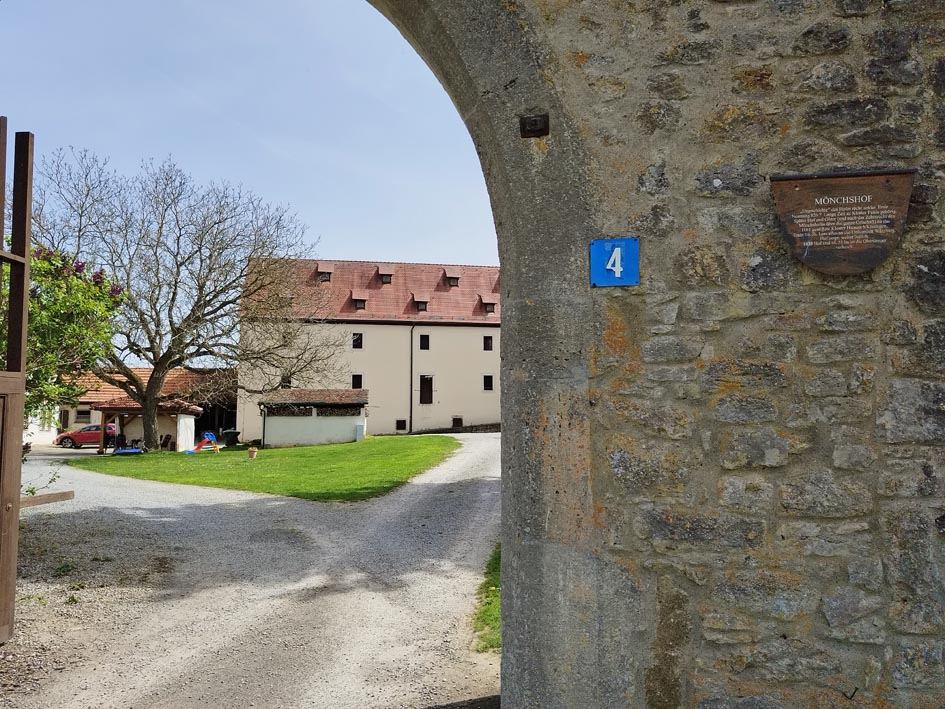
Mönchshof

| Wappen von Oberstreu | Blasonierung: „Schräglinks geteilt von Rot und Silber; oben ein silberner Hühnerfuß, unten ein roter Schräglinksbalken.“ |
| Wappen von Oberstreu | |

## Wirtschaft und Infrastruktur

### Wirtschaft einschließlich Land- und Forstwirtschaft
Es gab im Jahr 2020 nach der amtlichen Statistik 86 sozialversicherungspflichtig Beschäftigten am Arbeitsort, die nicht näher nach Branche differenziert wurden. Sozialversicherungspflichtig Beschäftigte am Wohnort gab es insgesamt 667. Im verarbeitenden Gewerbe gab es keine, im Bauhauptgewerbe zwei Betriebe. Zudem bestanden im Jahr 2016 28 landwirtschaftliche Betriebe mit einer landwirtschaftlich genutzten Fläche von 1146 ha, davon waren 1044 ha Ackerfläche und 102 ha Dauergrünfläche.

### Bildung
Es gibt folgende Einrichtungen (Stand: 2021):
- Zwei Kindertageseinrichtungen mit zusammen 95 Plätzen und 61 Kindern

### Verkehr
Oberstreu liegt an der Bahnstrecke Schweinfurt–Meiningen. Es verkehren Züge der Linie RE 7 (Mainfranken-Thüringen-Express) sowie RB 40 (Unterfranken-Shuttle). Nächstgelegener Bahnhof ist Mellrichstadt Bf.

## Persönlichkeiten
- Myer Strouse (* 16. Dezember 1825 in Oberstreu; † 11. Februar 1878 in Pottsville, Pennsylvania), US-amerikanischer Politiker
- Lutz Eckart (* 1. Dezember 1919 in Oberstreu; † 2000 in Pforzheim), deutscher akademischer Kunstmaler und Restaurator
- Johannes Geis (* 17. August 1993 in Schweinfurt), deutscher Fußballspieler